# Gastrochilus sumatranus
Gastrochilus sumatranus är en orkidéart som beskrevs av Johannes Jacobus Smith. Gastrochilus sumatranus ingår i släktet Gastrochilus och familjen orkidéer. Inga underarter finns listade i Catalogue of Life.